# Márcio Araújo (football)
Pour les articles homonymes, voir Márcio Araújo.
Márcio Araújo, de son nom complet Márcio Rodrigues Araújo, est un footballeur brésilien né le 11 juin 1984.